# Ambasada RP w Ammanie
Ambasada Rzeczypospolitej Polskiej w Jordańskim Królestwie Haszymidzkim z siedzibą w Ammanie – polska misja dyplomatyczna w stolicy Jordanii.
Przy ambasadzie mieści się polski ataszat obrony.

## Historia
Polska uznała Jordanię w 1956 roku, 10 lat po ogłoszeniu niepodległości przez to państwo. Stosunki dyplomatyczne zostały nawiązane dopiero 20 lutego 1964 roku. W Jordanii akredytowani byli ambasadorzy polscy w Libanie lub Syrii. Ambasador RP rezyduje w Ammanie od 2003 roku.
Od 2008 roku działa Konsulat Honorowy RP w Akabie.